# Lemeși, Berdîciv
Lemeși (în ucraineană Лемеші) este un sat în comuna Raihorodok din raionul Berdîciv, regiunea Jîtomîr, Ucraina.

## Demografie
Componența lingvistică a localității Lemeși
     Ucraineană (99,63%)
     Alte limbi (0,37%)
Conform recensământului din 2001, majoritatea populației localității Lemeși era vorbitoare de ucraineană (99,63%), existând în minoritate și vorbitori de alte limbi.